# Sahib Shihab
Sahib Shihab (* 23. Juni 1925 in Savannah, Georgia, als Edmund Gregory; † 24. Oktober 1989 in Knoxville, Tennessee) war ein amerikanischer Jazzmusiker (Alt-, Bariton- und Sopransaxophon, Flöte).

## Leben und Wirken
Shihab studierte nach Privatunterricht bei Elmer Snowden 1941/42 am Konservatorium von Boston. Zuvor hatte er bereits 1938/39 in den Bands von Luther Henderson und von Larry Noble gespielt. Von 1944 bis 1946 engagierte ihn Fletcher Henderson als ersten Altsaxophonisten; daneben trat er bei Roy Eldridge und Ray Perry auf. 1946 trat er zum islamischen Glauben über und nahm seinen neuen Namen an. Zwischen 1946 und 1948 spielte er bei Phil Edmund und Buddy Johnson.
Anschließend arbeitete Shihab in New York City bei Thelonious Monk (mit dem er eng befreundet war), Tadd Dameron, Art Blakey und Dizzy Gillespie. Zwischen 1952 und 1955 war er Mitglied der Band von Illinois Jacquet, mit dem er auch auf Europatournee ging. In dieser Zeit wechselte er zum Baritonsaxophon und fand auf diesem eine eigenständige Spielweise; er arbeitete mit Dakota Staton, Oscar Peterson und wieder mit Gillespie. 1956/57 nahm er mit eigenem Sextett, aber auch mit Phil Woods auf. 1959/60 ging er in der Quincy Jones Big Band nach Europa, wo er sich in Schweden und dann in Dänemark niederließ. Er arbeitete als Hauptsolist mit der Kenny Clarke/Francy Boland Big Band, The George Gruntz Concert Jazz Band und als Gast in den Orchestern der Rundfunkanstalten.
Beim Eurovision Song Contest 1966 begleitete Shihab Lill Lindfors und Svante Thuresson auf der Bühne beim schwedischen Beitrag Nygammal vals.
Er beteiligte sich an Projekten wie George Gruntz’ Noon in Tunisia (1967) und dem Flute Summit mit Jeremy Steig, James Moody und Chris Hinze und nahm Platten unter eigenem Namen auf. 1973 ging er zurück nach Nordamerika, kehrte noch einmal nach Europa zurück, um mit Thad Jones und der Danish Radio Big Band zu arbeiten. 1984 ging er endgültig in die USA zurück, um an der Rutgers University zu unterrichten.
Shihab entwickelte insbesondere auf der Querflöte mit seiner Überblastechnik einen eigenständigen Stil und trug – ähnlich wie auch Frank Wess – entscheidend zur Durchsetzung des Instruments im Jazz bei.

## Diskographie (Auswahl)
- 1957: The Jazz We Heard Last Summer (Savoy) geteiltes Album mit Herbie Mann
- 1957: Jazz Sahib (Savoy), mit Phil Woods, Benny Golson, Bill Evans, Hank Jones, Paul Chambers, Oscar Pettiford, Art Taylor
- 1963: Sahib's Jazz Party (Debut) auch veröffentlicht als Conversations
- 1964: Summer Dawn (Argo)
- 1965: Sahib Shihab and the Danish Radio Jazz Group (Oktav)
- 1968: Seeds (Vogue Schallplatten)
- 1964–70: Companionship (Vogue Schallplatten)
- 1972: Sentiments (Storyville)
- 1972: La Marche dans le Désert - Sahib Shihab + Gilson Unit (Futura)
- 1973: Flute Summit (Atlantic) mit Jeremy Steig, James Moody und Chris Hinze
- 1988: Soul Mates (Uptown) mit Charlie Rouse
- 1998: And All Those Cats (Kompilation)